# Alice Brady
Alice Brady (New York, 1892 november 2. – New York, 1939, október 28.) Oscar-díjas amerikai színpadi és filmszínésznő.

## Élete és pályafutása
Mary Rose Brady néven született 1892-ben New York-ban. Apja, William A. Brady, híres színházi producer, anyja, Rose Marie Rene, 1896-ban halt meg. Már korai éveiben érdeklődött a színészet iránt. 14 éves korában lépett először színpadra, majd 18 éves korában kapta első Broadway-s fellépését 1911-ben apja egyik produkciójában. Néhány színpadi produkciója után a New York-i filmgyártók megkeresték Alice-t, mivel akkoriban ez volt a filmek fővárosa. 22 éves korában szerepet kapott az As Ye Sow című filmben 1914-ben. Ezek után még számtalan filmben kapott szerepet és lassan otthagyta a színpadot a filmezésért. Alice egyike volt azon színésznőknek, akik sikeresen át tudtak lépni a némafilmekből a hangosfilmekbe. 1937-ban Oscar-díjra jelölték, legjobb női mellékszereplő kategóriában a Godfrey, a lakáj című filmben nyújtott alakításáért. Egy évvel később meg is kapta a díjat az Akadémiától ugyanabban a kategóriában a Chicago, a bűnös város című filmért. A díjátadón egy ismeretlen férfi vette át a díjat a nevében, majd később kiderült, hogy Alice nem kért meg senkit, hogy átvegye a nevében a díjat, amíg ő bokatörésben lábadozott otthon.

## Magánélete
Brady 1919-ben feleségült ment James L. Crane színészhez, akivel 1922-ig maradt együtt. A házasságból egy gyerekük született: Donald.
1939. október 28-án rákban hunyt el New Yorkban, öt nappal a 47. születésnapja előtt. Utolsó filmje A fiatal Lincoln című film volt 1939-ben. A Sleepy Hollow Cemetery-ben helyezték végső nyugalomra.

## Filmográfia

### Film
| Év   | Cím                            | Szerep                  |
| ---- | ------------------------------ | ----------------------- |
| 1914 | As Ye Sow                      | Dora Leland             |
| 1915 | Boston cézárja                 | Emily Griswold          |
| 1915 | The Cup of Chance (rövidfilm)  | Hope                    |
| 1915 | The Lure of Woman              | Katie O'Day             |
| 1915 | Asszony bolondja               | Mrs. Gordon             |
| 1916 | The Ballet Girl                | Jenny Pearl             |
| 1916 | The Woman in 47                | Viola Donizetti         |
| 1916 | Then I'll Come Back to You     | Barbara Allison         |
| 1916 | Tangled Fates                  | Jane Lawson             |
| 1916 | Bohémvilág                     | Mimi                    |
| 1916 | Miss Petticoats                | Miss Petticoats         |
| 1916 | The Gilded Cage                | Honore hercegnő         |
| 1916 | Bought and Paid For            | Vivian Blaine           |
| 1917 | A Woman Alone                  | Nellie Waldron          |
| 1917 | A Hungry Heart                 | Frou Frou               |
| 1917 | The Dancer's Peril             | édesanya/lány           |
| 1917 | Darkest Russia                 | Ilda Barosky            |
| 1917 | Maternity                      | Ellen Franklin          |
| 1917 | The Divorce Game               | Florence                |
| 1917 | The Self-Made Widow            | Sylvia                  |
| 1917 | Betsy Ross                     | Betsy Griscom           |
| 1917 | A Maid of Belgium              | Adoree                  |
| 1917 | Her Silent Sacrifice           | Arlette                 |
| 1918 | Woman and Wife                 | Jane Eyre               |
| 1918 | The Knife                      | Kate Tarleton           |
| 1918 | The Spurs of Sybil             | Sybil Drew              |
| 1918 | The Trap                       | Doris Shaw              |
| 1918 | At the Mercy of Men            | Vera Souroff            |
| 1918 | The Ordeal of Rosetta          | Rosetta/Lola Gelardi    |
| 1918 | The Whirlpool                  | Isabele Corbyn          |
| 1918 | The Death Dance                | Flora Farnsworth        |
| 1918 | The Better Half                | Louise/Beatrix Thorley  |
| 1918 | Her Great Chance               | Lola Gray               |
| 1918 | In the Hollow of Her Hand      | Hetty Castleton         |
| 1919 | The Indestructible Wife        | Charlotte Ordway        |
| 1919 | The End of the Road            | ?                       |
| 1919 | The World to Live In           | Rita Charles            |
| 1919 | Marie, Ltd.                    | Drina Hilliard          |
| 1919 | The Redhead                    | Dazil Mellows           |
| 1919 | His Bridal Night               | Vi/Tiny Playfair        |
| 1920 | The Fear Market                | Sylvia Stone            |
| 1920 | Sinners                        | Mary Horton             |
| 1920 | A Dark Lantern                 | Katherine Dereham       |
| 1920 | The New York Idea              | Cynthia Karslake        |
| 1921 | Out of the Chorus              | Florence Maddis         |
| 1921 | The Land of Hope               | Marya Nisko             |
| 1921 | Little Italy                   | Rosa Mascani            |
| 1921 | Dawn of the East               | Natalya grófnő          |
| 1921 | Hush Money                     | Evelyn Murray           |
| 1922 | Missing Millions               | Mary Dawson             |
| 1922 | Anna Ascends                   | Anna Ayyob              |
| 1923 | The Leopardess                 | Tiare                   |
| 1923 | The Snow Bride                 | Annette Leroux          |
| 1933 | When Ladies Meet               | Bridget Drake           |
| 1933 | Broadway to Hollywood          | Lulu Hackett            |
| 1933 | Beauty for Sale                | Mrs. Henrietta Sherwood |
| 1933 | Színházi mama                  | Kitty Lorraine          |
| 1933 | Should Ladies Behave           | Laura Merrick           |
| 1934 | Ellopták a gyermekemet         | Molly Prentiss          |
| 1934 | Continental (The Gay Divorcee) | Hortense néni           |
| 1935 | Rivaldafény 1936               | Mrs. Prentiss           |
| 1935 | Let 'em Have It                | Ethel néni              |
| 1935 | Lady Tubbs                     | Henrietta Tubbs         |
| 1935 | Metropolitan                   | Ghita Galin             |
| 1936 | The Harvester                  | Mrs. Biddle             |
| 1936 | Godfrey, a lakáj               | Angelica Bullock        |
| 1936 | Go West Young Man              | Mrs. Struthers          |
| 1936 | Mind Your Own Business         | Melba Shanks            |
| 1936 | Három kis ördög                | Mrs. Lyons              |
| 1937 | Mama Steps Out                 | Ada Cuppy               |
| 1937 | Call It a Day                  | Muriel West             |
| 1937 | Mr. Dodd Takes the Air         | Madame Sonia Moro       |
| 1937 | Száz férfi és egy kislány      | Mrs. Frost              |
| 1937 | Merry-Go-Round of 1938         | Hortense néni           |
| 1938 | Chicago, a bűnös város         | Molly O'Leary           |
| 1938 | Goodbye Broadway               | Molly Malloy            |
| 1938 | Joy of Living                  | Minerva Garret          |
| 1939 | Zenobia                        | Mrs. Carter             |
| 1939 | A fiatal Lincoln               | Abigail Clay            |

## Díjai és elismerései
Oscar-díj
- díj: legjobb női mellékszereplő: Chicago, a bűnös város (1938)
- jelölés: legjobb női mellékszereplő: Godfrey, a lakáj (1937)